# Aymar de Lairon
Aymar de Lairon (auch Adémar, dt. Aimerich von Lairon, lat. auch Adeymar oder Azemarus; † Oktober 1218 vor Damiette) war Herr von Caesarea sowie Marschall von Jerusalem und Marschall des Hospitaliterordens.
Er gehörte, wie Dietrich von Termonde und Dietrich von Orgue, zu den Kreuzrittern, die nach Ende des Dritten Kreuzzugs im Heiligen Land blieben. Spätestens 1192 heiratete er Juliane Garnier, die Herrin von Caesarea, als deren zweiter Ehemann. Damit übernahm er die Regierung der Herrschaft Caesarea.
Aymar wird erstmals 1193 als Zeuge einer Urkunde König Heinrichs I. genannt und als Aymar, Herr von Caesarea betitelt. In den folgenden Jahren ist er weiterhin auf den Urkunden König Heinrichs I. und Amalrichs II. als Zeuge dokumentiert, was auf einen großen Einfluss am königlichen Hof hinweist. Im Jahr 1206 wurde er schließlich zum Marschall des Königreichs ernannt. 1208 wurde er vom Haute Cour zu einem Mitglied jener Delegation ernannt, die nach Frankreich reisen und dort bei König Philipp II. August um einen Ehemann für die Königin Maria ersuchen sollte. Die Delegation konnte schließlich Johann von Brienne nach Outremer führen, wo Aymar 1210 an den Hochzeits- und Krönungsfeierlichkeiten teilnahm.
Wohl um das Jahresende 1213 starb Juliane, wodurch Aymar seine Position als Herr von Caesarea verlor, da ein Sohn seiner Frau aus erster Ehe die Baronie erbte. Offenbar gab er auch sein Amt als königlicher Marschall auf, denn im Jahr 1216 wird er erstmals als Marschall des Ritterordens der Hospitaliter genannt. Mit seinen Ritterbrüdern begleitete er 1218 König Johann auf den Kreuzzug von Damiette (Fünfter Kreuzzug) nach Ägypten, wo er bei den Kämpfen um diese Hafenstadt im Oktober desselben Jahres getötet wurde.
Aus seiner Ehe mit Juliane Garnier hatte er einen Sohn namens Roger, der aber wohl früh starb. Weiterhin hatte er über seinen Bruder eine Nichte, Agnes de Lairon, welche Gilles Brisebarre, Herr von Blanchegarde, heiratete.